# Argyphia
Argyphia é um gênero de traça pertencente à família Arctiidae.